# Marina del Gran Ducado de Toscana
La Marina del Gran Ducado de Toscana fue instaurada en Toscana casi al mismo tiempo que la bula emitida por el Papa Pio V el 27 de agosto de 1569 con la cual Cosme de Médici obtuvo el título de gran duque de Toscana. Fue una de las flotas militares que conformarían la Regia Marina italiana después de 1860.

## Historia

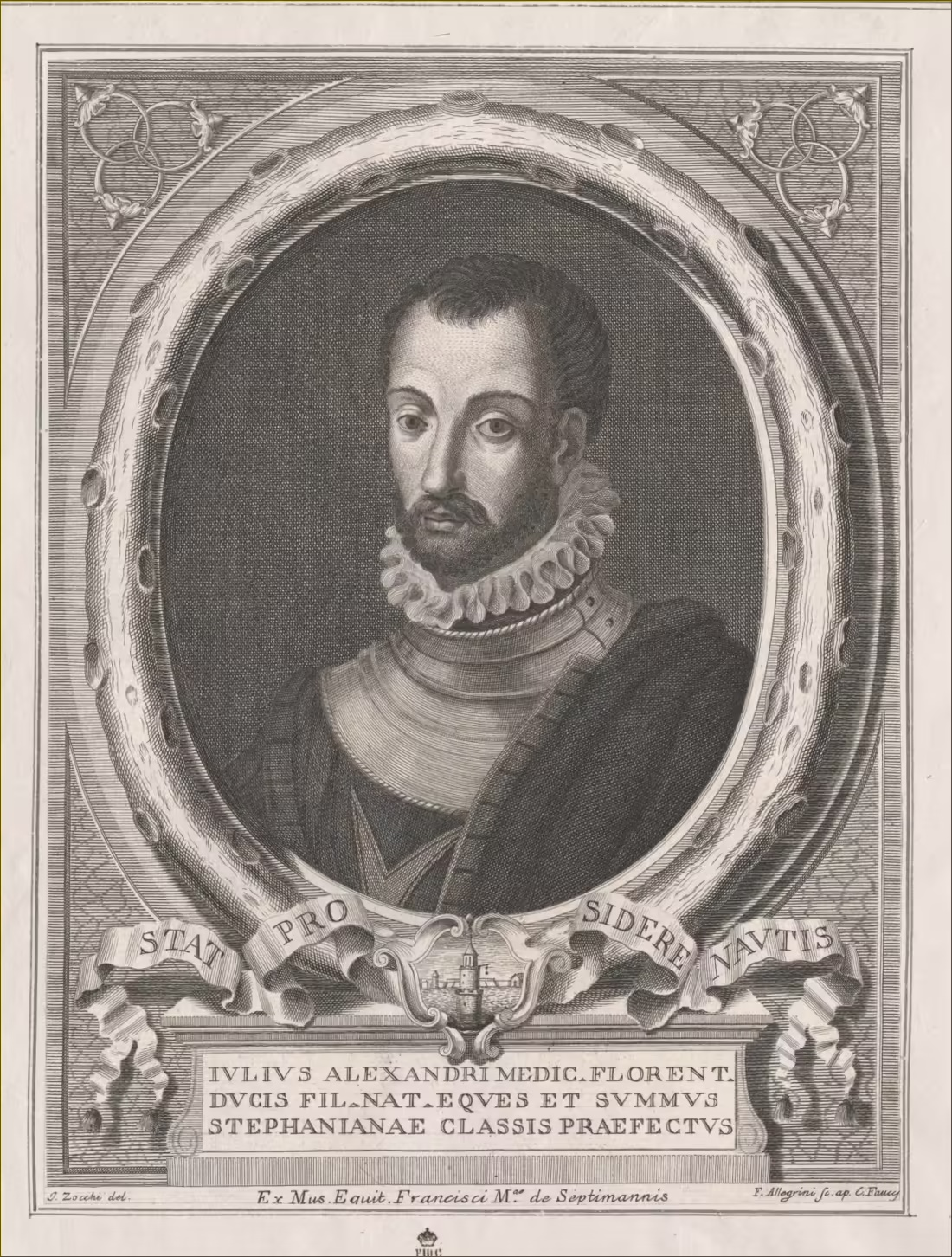
Julio de Médici, grabado de Francesco Allegrini por dibujo de Giuseppe Zocchi (siglo XVIII)

En 1541 se instalaron cuatro galeras en Livorno para poder enfrentar a los Tunecinos y otros corsarios berberiscos. Sin embargo, gracias a la Orden de San Esteban papa y mártir constituida en 1562, anteriormente con sede Portoferraio en la isla de Elba, luego en Pisa definitivamente, el gran ducado podría beneficiarse de su establecimiento e incrementar al mismo tiempo su flota militar. La sede de la flota era el puerto de Livorno que mantenía la flota y las galeras de la orden Estebaniana. Entre los primeros comandantes se encuentra Alfonso Appiano (Piombino, 1535 - Madrid,1590), Caballero de San Esteban en 1563 y al año siguiente el Lugarteniente Julio de Médici, primer Almirante de las Galeras del Gran Duque de Toscana. La base de la marina militar toscana, Livorno fue hasta mitad del siglo XVIII, el puerto de salida de las campañas de los caballeros de San Esteban que en sus "incursiones" anuales hacían redadas en contra de los corsarios berberiscos y otomanos. En este sentido, entre las diversas empresas militares se encuentran la defensa de Malta de la invasión otomana de 1565, con el envío de cuatro galeras a la isla sitiada, el envío de 15 unidades navales (galeras y galeazas) contra Túnez en 1573, la participación en la batalla de Lepanto con 12 galeras liderada por el buque insignia "La Capitana" y dirigida por  Cesare Cavaniglia y Orazio Orsini. Además de la "Capitana", participaron en la batalla de Lepanto bajo las insignias pontificias, la "Grifona", la "Toscana", la "Pisana", la "Paz", la "Victoria", la "Fiorenza", la "San Giovanni", la "Santa Maria", la "Padrona", la "Serena" y "Elbigina". En este periodo, la bandera de guerra era roja bordada de amarillo sobre tres lados (excluido aquel del lado del asta) con una cruz maltesa en un disco blanco en el centro.

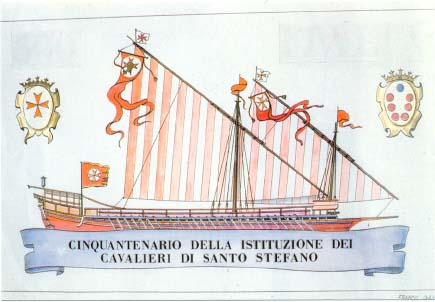
Galera de la Orden de San Esteban (impresión conmemorativa de 1611).

En 1604 el centro de la flota estaba constituido por siete grandes galeras, la "Capitana", "Padrona", "Fiorenza", "Santa Maria", "Siena", "Pisana" y "Livornina" con una tripulación compuesta de 1.055 esclavos embarcados. En 1611 la flota fue incrementada con nuevas grandes galeras llegando a diez: "Padrona Vecchia", "Santa Maria", "Magdalena", "San Cosimo", "Capitana", "Santa Margherita", "San Francesco", "San Carlo", "Santa Cristina", "Padrona", así como varias unidades menores con un total de 1.400 esclavos embarcados. La flota toscana alcanzó así en 1615 un total de diez grandes galeras, dos galeones, varios navíos de línea y otros buques, haciéndola respetada y temida en todo el Mediterráneo occidental.
La política de neutralidad toscana que los Médici decidieron asumir en los años subsiguientes, llevó en 1649 a la venta de la flota a Francia, manteniendo sólo cuatro galeras para un servicio de control costero (Capitana, Padrona, San Casimiro, Santo Stefano) con una tripulación que en 1684 alcanzaba los 750 esclavos embarcados. En 1705 con Cosme III el estado estaba casi en bancarrota y la marina era prácticamente inexistente.
En el 1749, con la firma de la paz con la Puerta Otomana y las regencias berberiscas de Trípoli, Túnez y Argelia, el gobierno de la dinastía Lorena ya no necesitaba mantener una base militar naval y una gran flotilla. Así, la flota se disolvió y, a partir de 1751 las tres galeras restantes se transfirieron a Portoferraio que se convirtió en la nueva base naval. Hacia el 1749, con el advenimiento al trono de Francisco de Lorena, gran duque de Toscana y marido de la Emperatriz María Teresa de Austria, se adoptó la bandera Habsburgo, con águila bicéfala negra coronada y espada en las dos patas sobre fondo amarillo, que se sustituyó en el 1765.

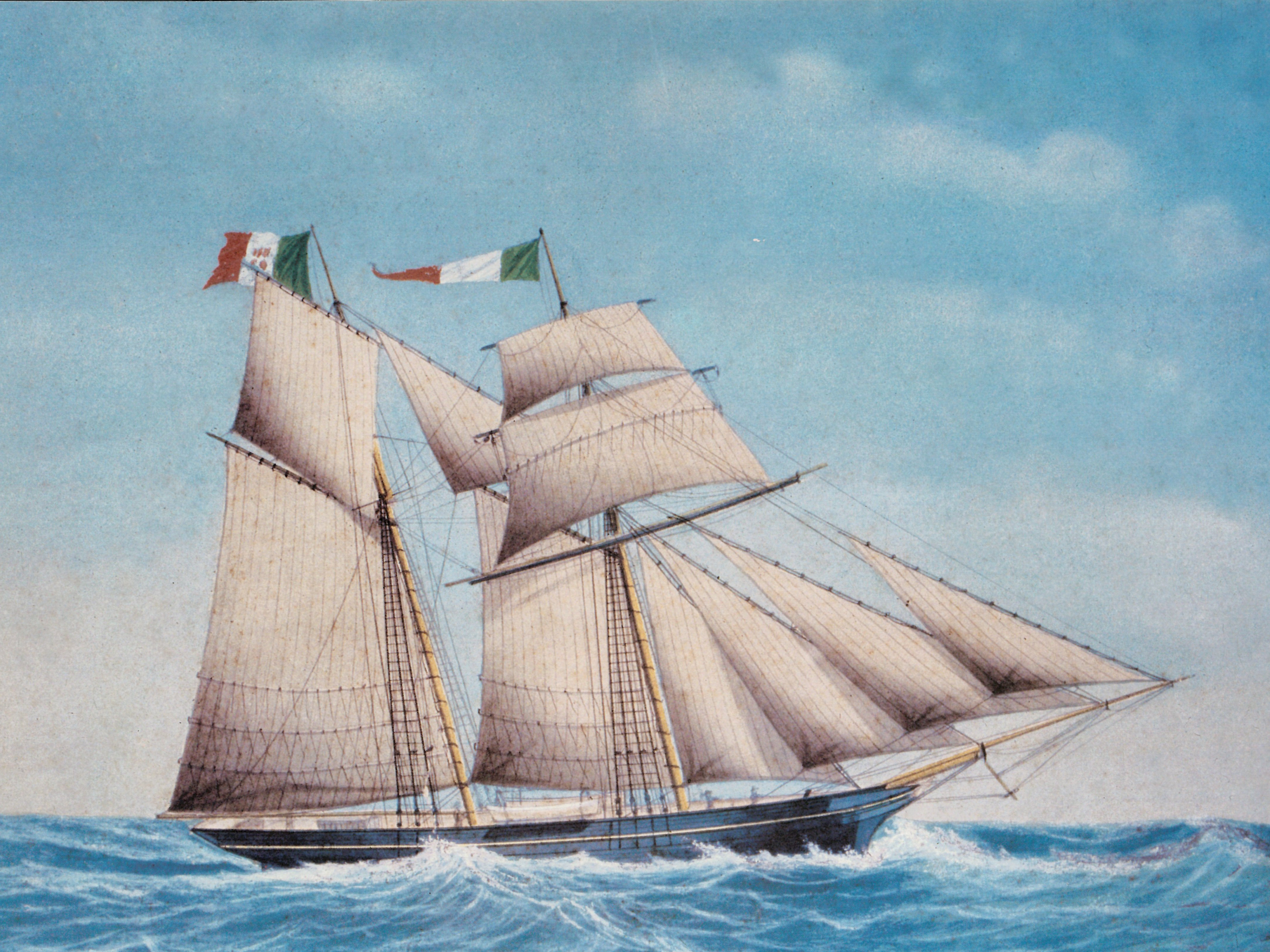
La goleta "Argo", entró en servicio en 1852 en la Armada Toscana, posteriormente sirvió en la regia marina italiana.

Otro comandante notable de la marina toscana fue John Acton quien sirvió hasta 1779, año en el cual se destinó a la reorganización de la flota del Reino de Nápoles. Entre las acciones notables del periodo, la participación al mando de Acton de un equipo toscano en la batalla de Argelia de 1775, en la cual su acción salvó a una fuerza española de una emboscada de los argelinos.
Las nuevas adquisiciones territoriales del congreso de Viena y las excursiones berberiscas llevaron al gran duque Fernando III en 1814 a requerir a Austria los barcos de la flota exnapoleónica, pero sin éxito, y así pues se pusieron en grada algunas embarcaciones de poco tonelaje (una goleta y un velero), y sucesivamente otras unidades menores, un bergantín, una goleta, un jabeque, cuatro cañoneras y tres speronare (tipo de barco pequeño).
Entre los personajes de la marina del siglo XIX destaca Carlos Corradino Chigi, quien alcanzó el grado de capitán de navío el 6 de agosto de 1839 en la armada de Cerdeña, luego continuó su carrera en la marina del Gran ducado de Toscana, con el grado de capitán de fragata obtenido en 1839, para luego trasladarse al ejército hasta unificación de Italia.